# 御津山
御津山（みとやま）は、愛知県豊川市御津町にある標高94.8mの山である。

## 概要
宝飯山地南東端の山で御津町のシンボル的存在であり身近な行楽地でもある。
山頂の御津山園地には展望台があり三河湾をはじめ周囲を見渡すことができる。また、150本の桜が植えられていて桜の名所としても知られる。
附近一帯は三河湾国定公園に指定されている。また、「御津山のヒメハルゼミの棲息地」として豊川市の天然記念物に指定されている。
山麓には徳川家ゆかりの寺である大恩寺がある。そのため別名大恩寺山とも呼ばれる。

## 名所・施設
御津山園地
御津山山頂の公園、桜の名所として知られる。山頂へは道路の他、御津山周遊自然歩道も整備されている。
大恩寺
御津山北山麓に位置する。徳川家にゆかりのある寺で山号を御津山という。多くの文化財を有する。
多聞閣
御津山南中腹に位置する。昭和5年（1930年）大恩寺にあった毘沙門様をお祀つりしたのが由来。
戦争遺構
昭和18年（1943年）豊川海軍工廠の防衛のために設置された海軍の高角砲陣地（大恩寺山砲台）に関連する遺構が残る。山頂周辺及び御津山西の尾根に遺構と思われるものが残る。

## 沿革
平安時代、山頂に大江定基居館があったと伝わる。
延徳2年（1490年）、大運寺が御津山山麓に移転、天文（1532-1555）のころ大恩寺に改められる。
昭和5年（1930年）7月、御津山の南中腹（多聞閣辺り）に御津山遊園地が開かれる。飛行機型の遊歩道を作り夜間は飛行機の形が映し出されたことから飛行機公園とも呼ばれた。
昭和10年（1935年）8月、航空灯台設置。
昭和18年（1943年）11月、大恩寺山砲台完成。
昭和28年（1953年）10月、忠魂碑建立。
昭和33年（1958年）4月、御津山周辺一帯が三河湾国定公園に指定。
昭和38年（1963年）4月、御津山山頂に展望台設置。
昭和63年（1988年）4月、「根尾の薄墨桜」植樹、「御津山櫻まつり」に因んで根尾村より植樹。
平成4年（1992年）3月、パノラマ展望台（高さ13ｍ）竣工。
平成8年（1996年）3月、「御津山のヒメハルゼミの棲息地」町指定天然記念物に指定（現豊川市指定）。

## 交通手段
- JR東海道本線の愛知御津駅から徒歩で約20分。